# Bunodeopsis antilliensis
Bunodeopsis antilliensis is een zeeanemonensoort uit de familie van de Boloceroididae. De wetenschappelijke naam van de soort is voor het eerst geldig gepubliceerd in 1898 door Duerden.